# Liste der Monuments historiques in Torcy (Seine-et-Marne)
Die Liste der Monuments historiques in Torcy (Seine-et-Marne) führt die Monuments historiques in der französischen Gemeinde Torcy auf.

## Liste der Objekte
| Bezeichnung | Beschreibung          | Standort                           | Kennzeichnung | Schutzstatus | Datum | Bild |
| ----------- | --------------------- | ---------------------------------- | ------------- | ------------ | ----- | ---- |
| Glocke      | Bronze, 1779 gegossen | in der Kirche St-Barthélemy (Lage) | PM77001735    | Classé       | 1942  |      |